# Augusta (ort i Australien)
Augusta är en ort i Australien. Den ligger i kommunen Augusta-Margaret River Shire och delstaten Western Australia, omkring 270 kilometer söder om delstatshuvudstaden Perth.
Trakten är glest befolkad. Augusta är det största samhället i trakten. 
Genomsnittlig årsnederbörd är 1 147 millimeter. Den regnigaste månaden är maj, med i genomsnitt 198 mm nederbörd, och den torraste är februari, med 10 mm nederbörd.